# Kaributas
Kaributas, riportato anche dalle fonti nelle forme Koribut, Korybut, il cui nome da battezzato ortodosso fu Demetrio (dopo il 1350 – dopo il 1404), era uno dei figli di Algirdas, granduca di Lituania, e della sua seconda moglie Uliana di Tver'. Durante la sua vita, amministrò Novhorod-Sivers'kyj fino al 1393.

## Biografia
Kaributas nacque qualche anno dopo il 1350 (la data esatta è sconosciuta) da Algirdas di Lituania e Uliana di Tver'. Nato pagano, intorno al 1380 venne battezzato secondo il rito ortodosso e divenne così principe di Novhorod-Sivers'kyj (al tempo Severian Novgorod), nell'odierna Ucraina settentrionale. Egli adottò il nome cristiano di Dmitri e per questo è a volte indicato come Dmitri Korybut (una combinazione del suo nome lituano slavizzato Kaributas e del suo nome cristiano). È noto per aver partecipato, sia pur non da protagonista, nella guerra civile lituana (1381-1384), quando prese le parti di suo fratello Jogaila contro lo zio Kęstutis e il cugino Vitoldo. Nel 1382 Kaributas scatenò una ribellione a Severian Novgorod, di modo che le forze di Kęstutis, giunte in città, potessero essere impegnate mentre Jogaila aveva la possibilità di dirigersi a Vilnius, la capitale del Granducato, in quel momento abbastanza sguarnita. Kaributas partecipò inoltre come testimone oculare alla stipula del trattato di Dubysa con i cavalieri teutonici.
Per i suoi servigi, a lui furono assegnati i feudi di Navahrudak e Lida. Kaributas continuò a sostenere apertamente Jogaila, assistendo alla promulgazione dell'Unione di Krewo e partecipando con un proprio esercito alla guerra civile lituana (1389-1392). Dopo la firma del trattato di Astrava (4 agosto 1392), rifiutò di riconoscere l'autorità del nuovo sovrano Vitoldo e fu sconfitto in una battaglia svoltasi vicino a Lida all'inizio del 1393: Kaributas fu dunque imprigionato e privato dei suoi possedimenti. Tuttavia, fu presto rilasciato e gli furono assegnate, dopo aver riconosciuto l'autorità di Vitoldo, Zbaraž, Bratslav e Vinnycja. Severian Novgorod fu dato a Fedor, figlio di Liubartas. Kaributas appare un'ultima volta nelle fonti scritte nel 1404, durante una campagna militare condotta da Vitoldo contro il Principato di Smolensk. Tra i discendenti in linea maschile di Kaributas figuravano membri di famiglie di spessore polacche e rutene (come gli Zbaraski o i Wiśniowiecki). Il re polacco Michele Korybut Wiśniowiecki fu chiamato Korybut per sottolineare la sua discendenza agnatizia da Kaributas.

## Matrimonio e eredi
Kaributas sposò la principessa Anastasia, figlia del Gran principe Oleg II di Rjazan', dalla quale ebbe tre figlie e tre figli. Di quelli su cui si ha notizia si possono citare:
- Elena (moglie di Giovanni II "il Ferro" Duca di Racibórz);
- Teodoro di Nesvič, vissuto in Volinia;
- Sigismondo (un pretendente alla corona di Boemia);
- Anastasia (moglie di Teodoro di Kašin);
- Ivan.

## Ascendenza
|                       |                    |                          | Genitori              |  |  | Nonni |  |  | Bisnonni |  |  | Trisnonni |  |
|                       |                    |                          |                       |  |  |       |  |  | Butvydas |  |  | …         |  |
|                       |                    |                          |                       |  |  |       |  |  | Butvydas |  |  | …         |  |
|                       |                    | …                        |                       |  |  |       |  |  | Butvydas |  |  |           |  |
| Gediminas             |                    |                          |                       |  |  |       |  |  | Butvydas |  |  |           |  |
|                       |                    | …                        | …                     |  |  |       |  |  |          |  |  |           |  |
|                       |                    | …                        | …                     |  |  |       |  |  |          |  |  |           |  |
|                       |                    | …                        | …                     |  |  |       |  |  |          |  |  |           |  |
| Algirdas              |                    | …                        |                       |  |  |       |  |  |          |  |  |           |  |
|                       |                    | Ivan di Polack           | …                     |  |  |       |  |  |          |  |  |           |  |
|                       |                    | Ivan di Polack           | …                     |  |  |       |  |  |          |  |  |           |  |
|                       |                    | Ivan di Polack           | …                     |  |  |       |  |  |          |  |  |           |  |
| Jewna di Polack       |                    | Ivan di Polack           |                       |  |  |       |  |  |          |  |  |           |  |
|                       |                    | …                        | …                     |  |  |       |  |  |          |  |  |           |  |
|                       |                    | …                        | …                     |  |  |       |  |  |          |  |  |           |  |
|                       |                    | …                        | …                     |  |  |       |  |  |          |  |  |           |  |
| Kaributas             |                    | …                        |                       |  |  |       |  |  |          |  |  |           |  |
|                       | Michail Jaroslavič | Jaroslav III di Vladimir |                       |  |  |       |  |  |          |  |  |           |  |
|                       | Michail Jaroslavič | Jaroslav III di Vladimir |                       |  |  |       |  |  |          |  |  |           |  |
|                       | Michail Jaroslavič | Ksenija                  |                       |  |  |       |  |  |          |  |  |           |  |
| Alessandro I di Tver' | Michail Jaroslavič |                          |                       |  |  |       |  |  |          |  |  |           |  |
|                       |                    | Anna di Kašin            | Dimitrij Borisovič    |  |  |       |  |  |          |  |  |           |  |
|                       |                    | Anna di Kašin            | Dimitrij Borisovič    |  |  |       |  |  |          |  |  |           |  |
|                       |                    | Anna di Kašin            | …                     |  |  |       |  |  |          |  |  |           |  |
| Uliana di Tver'       |                    | Anna di Kašin            |                       |  |  |       |  |  |          |  |  |           |  |
|                       |                    | Jurij I di Galizia       | Leone I di Galizia    |  |  |       |  |  |          |  |  |           |  |
|                       |                    | Jurij I di Galizia       | Leone I di Galizia    |  |  |       |  |  |          |  |  |           |  |
|                       |                    | Jurij I di Galizia       | Costanza d'Ungheria   |  |  |       |  |  |          |  |  |           |  |
| Anastasia di Galizia  |                    | Jurij I di Galizia       |                       |  |  |       |  |  |          |  |  |           |  |
|                       |                    | Eufemia di Cuiavia       | Casimiro I di Cuiavia |  |  |       |  |  |          |  |  |           |  |
|                       |                    | Eufemia di Cuiavia       | Casimiro I di Cuiavia |  |  |       |  |  |          |  |  |           |  |
|                       |                    | Eufemia di Cuiavia       | Eufrosina di Opole    |  |  |       |  |  |          |  |  |           |  |
|                       |                    | Eufemia di Cuiavia       |                       |  |  |       |  |  |          |  |  |           |  |